# Ölands domsaga
Ölands domsaga var en domsaga i Kalmar län. Den bildades 1649 och upphörde den 1 januari 1969 då den uppgick i den nybildade Möre och Ölands domsaga.
Domsagan lydde under Göta hovrätt.

## Tingslag
Som mest låg två tingslag under domsagan, men efter den 1 januari 1943 (enligt beslut den 8 september 1939 och 23 oktober 1942) minskade detta till ett, när Ölands norra mots tingslag och Ölands södra mots tingslag slogs samman för att bilda Ölands domsagas tingslag.

### Från 1649
- Ölands norra mots tingslag
- Ölands södra mots tingslag

### Från 1943
- Ölands domsagas tingslag

## Geografi
Ölands domsaga omfattade den 1 januari 1952 en areal av 1 346,78 km², varav 1 341,59 km² land.

## Valkrets för val till andra kammaren
Mellan andrakammarvalen 1866 och 1908 utgjorde Ölands domsaga en valkrets: Ölands domsagas valkrets. Valkretsen avskaffades vid införandet av proportionellt valsystem inför valet 1911 och uppgick då i Kalmar läns södra valkrets.

## Häradshövdingar
- 1681–1690 Nils Oljeqvist
- 1690–1710 Jonas Bergqvist
- 1710–1731 Abraham Bauman
- 1731–1743 Georg Swebilius
- 1744–1761 Petrus Nobelius
- 1761–1776 Johan Grahn
- 1776–1791 Johan Henrik Åderman
- 1791–1808 Josef Dahlgren
- 1808–1809 Johan Peter Blidberg
- 1809–1829 Fredrik Adolf de Berg
- 1830–1856 Anders Vilhelm Rydström
- 1857–1880 Johan Fredrik Caspersson
- 1880–1911 Carl Birger Hasselrot
- 1911–1938 Henning Söderbaum
- 1938–1950 Harald Wullt
- 1950–1969 Gudmund Lindencrona